# (3542) Tanjiazhen
(3542) Tanjiazhen ist ein Asteroid des Hauptgürtels, der am 9. Oktober 1964 am Purple-Mountain-Observatorium in Nanjing entdeckt wurde.
Die Herkunft des Namens ist nicht bekannt.